# 袁福徵
袁福徵（1521年—？），字履善，號太冲，直隸松江府華亭縣人，軍籍，明朝政治人物。

## 生平
嘉靖二十二年（1543年）癸卯科應天府鄉試第九名舉人。嘉靖二十三年（1544年）中式甲辰科會試第一百十五名，登第二甲第六十七名進士。授刑部主事，与李攀龙、王世贞、宗臣同官，有小词林之号。晋郎中，二十九年十二月恤刑广西，时以边事，嘉靖皇帝立辟丁大司马，怒诸曹郎，福徵论救王职方不当死，谪知沔阳州，佐郡黄州。潜师歼贼拓地二百里，立黄安县。补巩昌府，迁唐府左长史，以发伪疏忤中贵意，褫职，复罗织冒禁乘传，下狱，事白归，以诗文棋酒自寄，市廛野服，班泥道故，取意所快。性奇爽佹厉，出言若流，然其天真烂漫，度量弘博，人亦敬而推之。释褐六十年，家徒四壁，藏书万卷而已。家藏诗文甚夥，未获梓行。子之熊、之罴皆负才名。孙袁思明，登丁未进士，官南祠部郎，有清节。
袁福徵自小便长于作诗，犹若神童，自称“小相公”，时人誉为“小诗仙”、“小词林”。

## 家族
曾祖袁瑛，知州；祖父袁貴；父袁以嗣，訓導。母唐氏。具庆下。兄元徵。弟嘉徵、孝徵、晉徵、夢徵。